# Sally Jewell

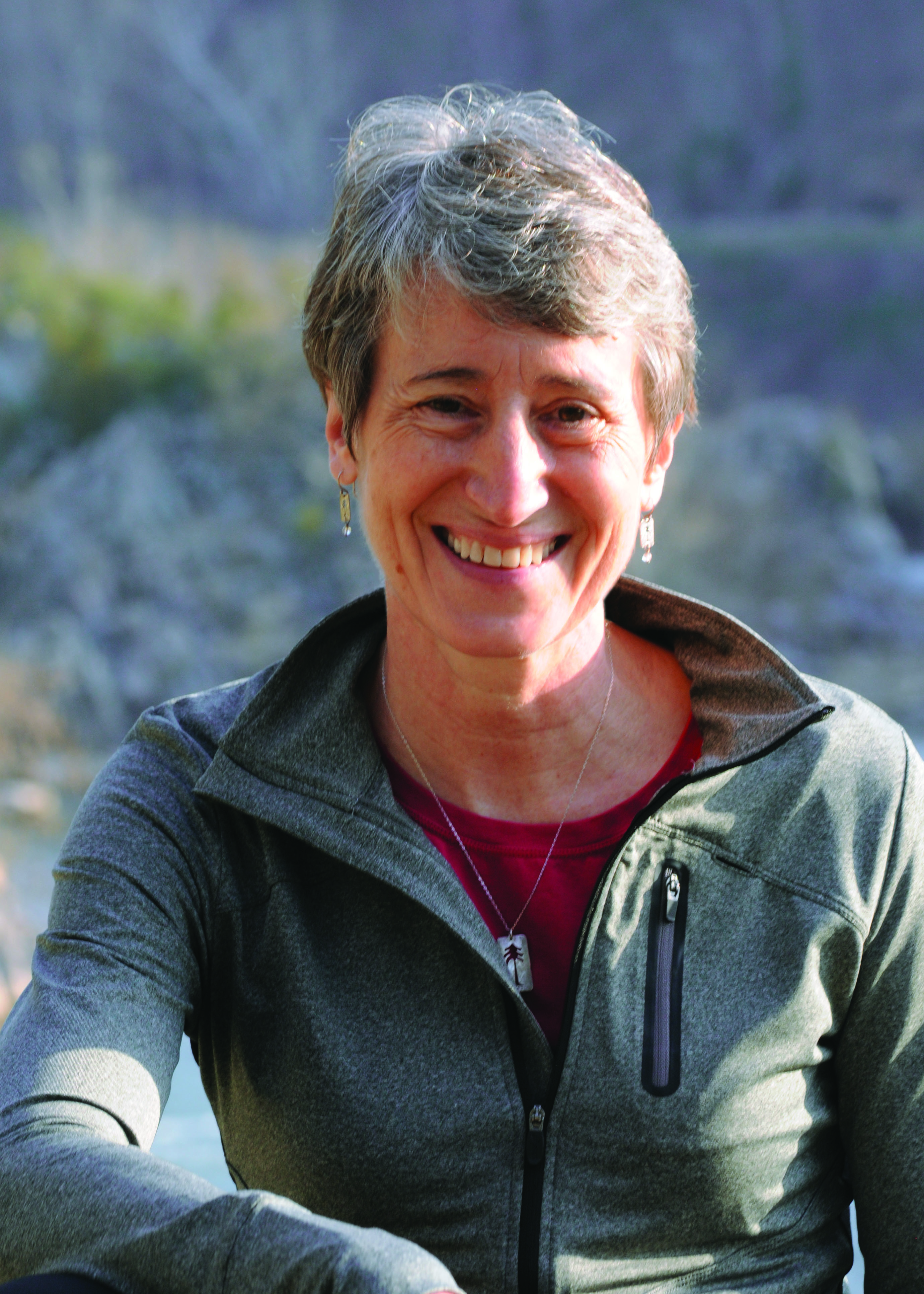
Sally Jewell (2013)

Sally Margaret Jewell (* 21. Februar 1956 in London) ist eine amerikanische Unternehmerin und Politikerin. Sie war von 2013 bis 2017 die Innenministerin der Vereinigten Staaten im Kabinett Obama. Zuvor war sie Unternehmerin und leitete das als Konsumgenossenschaft organisierte Outdoorartikel-Handelsunternehmen Recreational Equipment, Inc. (REI) mit 11,6 Millionen Genossen, einem Jahresumsatz von 1,8 Milliarden Dollar und über 11.000 Mitarbeitern (Stand 2011).

## Leben
Sally Jewell kam als Sally Margaret Roffey in London zur Welt. Sie ist die Tochter von Peter Roffey, eines britischen Anästhesisten, und dessen Ehefrau Anne, einer Pflegespezialistin („nurse practitioner“). Die Familie wanderte 1959 von England in die USA aus, wo Peter Roffey eine Stelle als Fellow an der University of Washington erhalten hatte. Ihre Eltern hatten England wegen des von ihnen als verknöchert empfundenen Klassensystems verlassen. Sally Jewell absolvierte bis 1973 die staatliche Highschool in Renton. Mit 19 Jahren erhielt sie die Staatsbürgerschaft der Vereinigten Staaten. 1978 erreichte sie einen Bachelor-Abschluss in Maschinenbau an der Universität Washington, kurz darauf heiratete sie einen Ingenieur. 
Anschließend arbeitete sie, wie ihr Mann, für Mobil Oil auf Ölfeldern unter anderem in Oklahoma. 1981 wechselte sie zur Rainier Bank, als diese Branchenexperten für das Kreditgeschäft mit der Ölindustrie suchte; die Bank wurde später von Security Pacific übernommen. Von 1992 bis 1995 war sie bei der WestOne Bank, bis 2000 bei Washington Mutual tätig. Ab 1996 war Jewell im Vorstand des Unternehmens REI, 2000 wurde sie zum Chief Operating Officer (COO) ernannt, 2005 zum Chief Executive Officer (CEO). Das Puget Sound Business Journal kürte sie 2006 zum CEO des Jahres. Im Jahr 2009 zeichnete die National Audubon Society Jewell für ihre Verdienste um den Naturschutz mit dem Rachel Carson Award aus.
Im Februar 2013 nominierte US-Präsident Barack Obama sie für das Amt der Innenministerin. Sie wurde am 10. April 2013 als Nachfolgerin von Ken Salazar vereidigt. Ihre Entscheidung, den Mount McKinley in Alaska wieder offiziell Denali – nach der lokalen Tradition – zu nennen, sorgte 2015 für Aufsehen. Als ihre drei größten Erfolge bezeichnete Jewell die Verbesserung der Beziehungen der Bundesbehörden zu den Indianern, die Initiative, Kinder ins Freie zu bringen, und für die Erhaltung von Landschaften gesorgt zu haben. Ihre Amtszeit endete mit der Präsidentschaft Obamas am 20. Januar 2017. Sie zog sich vorerst ins Privatleben zurück.
Jewell ist mit einem Ingenieur verheiratet und hat zwei erwachsene Kinder. In ihrer Freizeit betreibt sie Sport in der Natur, wie Snowboarden, Kajakfahren und Bergsteigen; unter anderem hat sie den höchsten Berg der Antarktis, den Viertausender Mount Vinson, bestiegen. Sie war Mitglied im Board der Krankenversicherung Premera Blue Cross, der National Parks Conservation Association und des Board of Regents der Universität Washington sowie beteiligt an der Gründung des Mountains to Sound Greenway Trust.